# خذروفيات
الخُذروفيات (الاسم العلمي: Magnaporthales)، رتبة فطريات ضمن طائفة المسترجسانية.